# بوبي هيل
بوبي هيل (بالإنجليزية: Bobby Hill)‏ (9 يونيو 1938 بإدنبرة في المملكة المتحدة - ) هو لاعب كرة قدم بريطاني في مركز مهاجم داخلي. لعب مع كولتشستر يونايتد وبري تاون وEasthouses Lily Miners Welfare F.C. ‏.